# Semmelweis-Reflex
Als Semmelweis-Reflex wird die Vorstellung beschrieben, dass das wissenschaftliche Establishment eine neue Entdeckung quasi „reflexhaft“ ohne ausreichende Überprüfung erst einmal ablehnt und den Urheber eher bekämpft als unterstützt, wenn sie weit verbreiteten Normen oder Überzeugungen widerspricht.

## Etymologie
Namensgebend für diesen Begriff ist die Entdeckung der Bedeutung der Hygiene durch den ungarischen Chirurgen und Geburtshelfer Ignaz Semmelweis.

## Fälle
In einigen Fällen hatten Innovationen in der Wissenschaft eher eine Bestrafung als eine Honorierung zur Folge, weil sie etablierten Paradigmen und Verhaltensmustern entgegenstanden. Der Begriff wurde vom amerikanischen Autor Robert Anton Wilson (1932–2007) geprägt und nach dem ungarischen Arzt Ignaz Semmelweis (1818–1865) benannt.
Semmelweis führte das gehäufte Auftreten des Kindbettfiebers, einer der Hauptursachen für die hohe Sterblichkeit von Müttern nach der Entbindung, auf mangelnde Hygiene bei Ärzten und Krankenhauspersonal zurück und bemühte sich, Hygienevorschriften einzuführen. Seine Studie von 1847/48 gilt heute als erster praktischer Fall von evidenzbasierter Medizin in Österreich. Zu seinen Lebzeiten wurden seine Erkenntnisse jedoch nicht anerkannt und von vielen Kollegen, besonders aber von Vorgesetzten als „spekulativer Unfug“ abgelehnt. Erst nach den Arbeiten Joseph Listers (1827–1912) im Bereich der Antiseptischen Medizin wurden die Zusammenhänge zwischen fehlenden Desinfektionsmaßnahmen, Bakterieninfektionen und Kindbettfieber klar.
Ein weiteres Beispiel dafür ist die Theorie der Kontinentalverschiebung von Alfred Wegener.